# Raveniola chengbuensis
Raveniola chengbuensis är en spindelart som beskrevs av Xu och Yin 2002. Raveniola chengbuensis ingår i släktet Raveniola och familjen Nemesiidae. Inga underarter finns listade i Catalogue of Life.